# 搖滾保母
《搖滾保母》是2010年一齣台灣電視劇，為視覺張力廣告事業有限公司製作，公視播出，由魏如昀、呂雪鳳、吳兆絃、楊文文、馬幼興等人主演。
搖滾保母分別播出兩天，5月1日和5月8日，而5月8日則連續播出3集。台灣OTT平台LiTV 線上影視全套上架。

## 角色介紹

### 主要角色
| 演員   | 角色   | 介紹 |
| 魏如昀 | 邵筱瑜 | 鄭羅傑女友，因為男友酒駕肇事撞死人，所以出來打工替男友還債，為了還清債務，答應韻如當代理孕母，但是在懷孕六個月被檢查出肝癌末期，為了完成韻如心願，選擇放棄做化療，在生產後過世。 |
| 錢威達 | 鄭羅傑 | 邵筱瑜男友，因為酒駕肇事撞死劉媽媽的兒子，被判刑一年八個月，緩刑三年，賠償150萬元，債務由女友完成代理孕母的職責而還清，現在為知名的音樂製作。                                    |
| 楊文文 | 韻如   | 呂至凡的妻子。 |
| 馬幼興 | 呂至凡 | 韻如的丈夫。 |
| 吳兆絃 | 呂筱瑜 | 11歲，是邵筱瑜以生命換取的。 |
| 呂雪鳳 | 陳雪   | 呂至凡的媽媽。 |
| 畢志剛 | 呂正義 | 呂至凡的爸爸。 |

## 製作團隊
- 監製：徐秋華
- 督導：蘇義雄、顧蕾蕾
- 製作協調：吳娟寧
- 製作人：吳光武
- 編劇：鄭婉玭、藍文希、張綺恩、王傳宗、馬自明、王莉雯
- 導演：王傳宗、郭春暉

## 相關商品
1. 商品名稱：  搖滾保母 2DVD（國片DVD）
2. 藝　　人：  電視劇
3. 發行公司：  公視
4. 發行日期：  2010/6/15
5. 發行類型：  影片
6. 內裝片數：  2片

- 影片資訊

1. 片長：共246分鐘
2. 導演: 王傳宗、郭春暉
3. 原創編劇：楊靚姝
4. 共同編劇：鄭婉玭、藍文希、張綺恩、王傳宗、馬自明、王莉雯
5. 主演：魏如昀、楊文文、馬幼興、呂雪鳳、吳兆絃
6. 行銷：潘怡豪
7. 容量規格：DVD5一片+DVD9一片
8. 字幕：中文
9. 音效規格：杜比5.1
10. 公視商城網站：https://web.archive.org/web/20151120223423/http://shop.pts.org.tw/Module_J.aspx?xxx=21053001D

## 節目的變遷
| 公視主頻道 公視迷你連續劇                     | 公視主頻道 公視迷你連續劇                        | 公視主頻道 公視迷你連續劇 |
| --------------------------------------------- | ------------------------------------------------ | ------------------------- |
|                                               | 搖滾保母 （2010年5月1日 - 2010年5月8日）         |                           |
| 你是我的唯一 （2009年1月24日－2009年1月30日） | 那年，雨不停國 （2010年5月15日 - 2010年5月29日） |                           |

| 公視主頻道 星期一到五 早上8:30-9:30                    | 公視主頻道 星期一到五 早上8:30-9:30      | 公視主頻道 星期一到五 早上8:30-9:30 |
| ------------------------------------------------------ | ---------------------------------------- | ----------------------------------- |
|                                                        | 搖滾保母 （2011年8月18日-2011年8月24日） |                                     |
| 他們在畢業的前一天爆炸 （2011年8月11日-2011年8月17日） | 風中緋櫻-霧社事件                        |                                     |

## 入圍金鐘獎
2010年(第45屆)電視金鐘獎：

入圍：
- 戲劇節目獎
- 戲劇節目編劇獎(楊靚姝、鄭婉玭、藍文希、張綺恩、王傳宗、馬自明、王莉雯)

## 外部連結
- 搖滾保母官方網站 （页面存档备份，存于）
- 互联网电影数据库（IMDb）上《搖滾保母》的资料（英文）